# حکیم عبدالله
حکیم عبدالله (انگلیسی: Hakim Abdallah؛ زادهٔ ۹ ژانویهٔ ۱۹۹۸) بازیکن فوتبال است.
وی همچنین در تیم‌های ملی فوتبال زیر ۱۹ سال فرانسه و ماداگاسکار بازی کرده‌است.